# Akissi Kouadio
Pour les articles homonymes, voir Kouadio.
Akissi Kouadio est une autrice et caissière ivoirienne, née au début des années 1940 près de Bouaké en Côte d'Ivoire.
Elle est connue pour la publication de ses mémoires en 1983, Un Impossible amour : une Ivoirienne raconte.

## Biographie
Akissi Kouadio naît au début des années 1940 dans un village près de Bouaké en Côte d'Ivoire,. 
Elle est recrutée comme secrétaire des Jeunesses Ouvrières Catholiques (JOC) en 1963 et participe à leur 3e Conseil mondial qui se déroule à Bangkok. En 1968, elle devient caissière dans une librairie.

### Un Impossible amour: une Ivoirienne raconte
Akissi Kouadio commence la rédaction de ses mémoires en 1979 par le biais d'entretiens menés par son futur éditeur ivoirien, Inades. Elle publie en 1983, Un Impossible amour : une Ivoirienne raconte, son autobiographie. Elle y dénonce l'endogamie qu’impose la tradition.  

## Œuvre
- Un impossible amour : Une Ivoirienne raconte (Autobiographie), Abidjan, Inades, 1er janvier 1983, 108 p.